# Accademia ligustica di belle arti
Pour les articles homonymes, voir Académie des beaux-arts.
L'Accademia ligustica di belle arti de Gênes en Ligurie, fondée en 1751, résulte de la fusion des écoles de formation artistique et du musée.
Elle est hébergée dans un palais construit par Carlo Barabino dans les années 1820 sur l'emplacement d'un couvent dominicain, situé sur la place centrale, la piazza De Ferrari, accolé au théâtre Carlo-Felice.

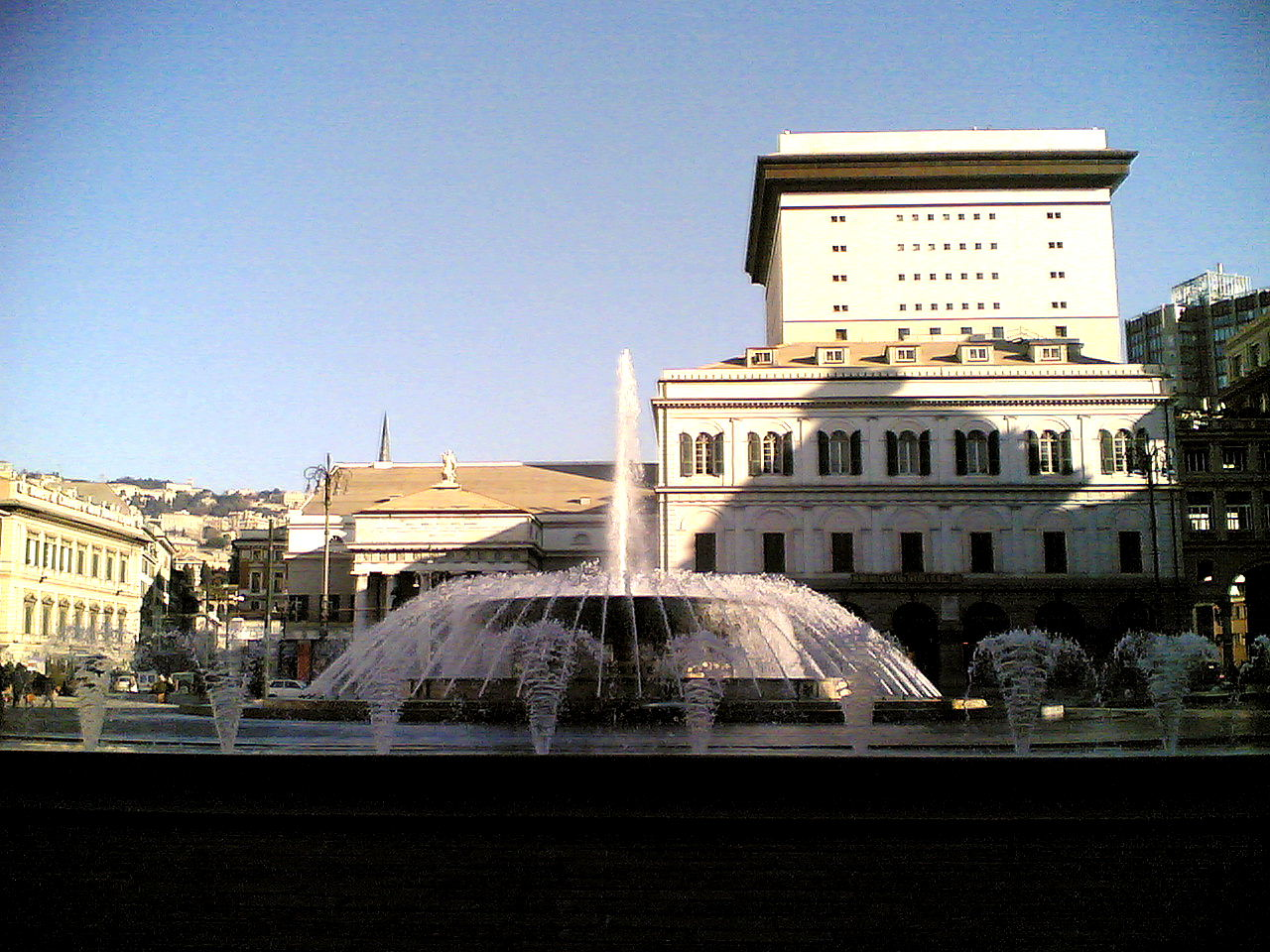
Le palais de l'académie attenant au théâtre Carlo-Felice